# Валя-Кошуштей
Валя-Кошуштей (рум. Valea Coșuștei) — село у повіті Мехедінць в Румунії. Входить до складу комуни Кезенешть.
Село розташоване на відстані 253 км на захід від Бухареста, 21 км на схід від Дробета-Турну-Северина, 82 км на північний захід від Крайови.

## Населення
За даними перепису населення 2002 року у селі проживали 206 осіб, усі — румуни. Усі жителі села рідною мовою назвали румунську.